# Pazin várkastélya
A Pazin várkastélya (horvátul: Pazinski kaštel, olaszul: Castello Pisino, németül: Burg Pazin) egy várkastély Horvátországban, Pazin településen.

## Fekvése
A várkastély Pazin városában a Pazinčica-folyó víznyelője, a Pazini-barlang feletti sziklaszirten áll.

## Története
A Pazini várkastély egyike a legrégebbi erődítményeknek Horvátországban. Ezer éves fennállását bizonyítja II. Ottó német-római császár Veronában 983. június 7-én kiadott oklevele, melyben megerősíti Provence-i Hugó itáliai király Porecs püspöke részére 931-ben kiadott „Castrum Pisinum”ra vonatkozó adománylevelét. Az erődöt története során Pisin, Pasino, Mitterburg, Pasina, Pisinum és Castello Montecuccoli néven is említik. Jellegzetessége, hogy különbözik a többi isztriai hasonló erődítményektől.
Nem olyan, mint a környező városok erődítményei, amelyek az akropoliszon, hegy tetején helyezkednek el. Pazin várkastélya a város legalacsonyabb pontja, egy 130 méter mélységű meredek falú mélyedés felett épült. A történeti források már az első említés idején állítják, hogy a pazini várkastély egyszerű és robusztus szerkezetű, hosszúkás négyszög alaprajzú építmény volt földszinttel és két emelettel, négyszög alakú toronnyal és falakkal, amelyekhez más épületekkel együtt egy kis harangtoronnyal ellátott, Szűz Máriának szentelt kápolna is tartozott. Pazin abban az időben az Isztriai őrgrófsághoz tartozott, mely 976-ban az újonnan alapított Karintiai hercegség része lett, majd 1040-ben a Krajnai őrgrófsággal együtt kivált belőle.
A várkastély a 12. század közepén adományként Menhard von Schwarzenburg alsókrajnai gróf tulajdona lett, akit másképpen Meinardnak vagy Majnhardnak is hívtak. Ő volt a megalapítója a Pazini grófságnak, mely Isztria középső részének német uralom alatt levő területe volt és egészen a Velencei Köztársaság bukásáig fennmaradt. A vár a pazini grófi család kihalása után 1374-ben a Habsburgok tulajdona lett. Ezután majdnem 400 évig a tulajdonukban maradt bár gyakran adták zálogba, vagy hűbérbirtokként saját főnemeseiknek. A várkastély első részleges felújítását a 12. vagy a 14. században végezték megváltoztatva az épület eredeti megjelenését, amely bár alaprajzában megőrizte a román stílus nyomát, a homlokzatokon és belső tereken már az úgynevezett német gótika jegyei vehetők észre. Ezekről a munkákról a bejárati homlokzat fölé beépített két kőlap beszél. Feltételezhetően a 15. században is történtek átalakítások az épületen, amelyek jellemzője a dekoráció részletessége és az akkori feudális építészet szerkezeti szigorúsága. Ekkor építették körbe a falakat fogazott mellvéddel ellátott körfolyosóval. Az erőd belső oldalát is felújították, istállókat, raktárakat, a szolgálók és az őrség számára konyhát, valamint a bejárathoz egy nagy ciszternát építettek. A négyszögletes torony külső oldalát félköríves előfal védte. A 15. század végén a török elleni védelem céljából a keleti oldalra kettős, egyenesvonalú kortinafalat húztak. Ekkor néhány, az erődfalnak támaszkodó házat is lebontottak. A korabeli metszetek alapján ez a védelmi rendszer állt a 17. században is. A nagy magasságkülönbség leküzdésére, mivel a várkastély magas, meredek sziklára épült meredek rámpát építettek, mely a kettős kapuzattal ellátott bejárathoz vezetett. Ezt a rámpát a 19. század elejéig használták. Tovább egy felvonóhídon és egy előcsarnokon át lehetett a belső udvarra bejutni.

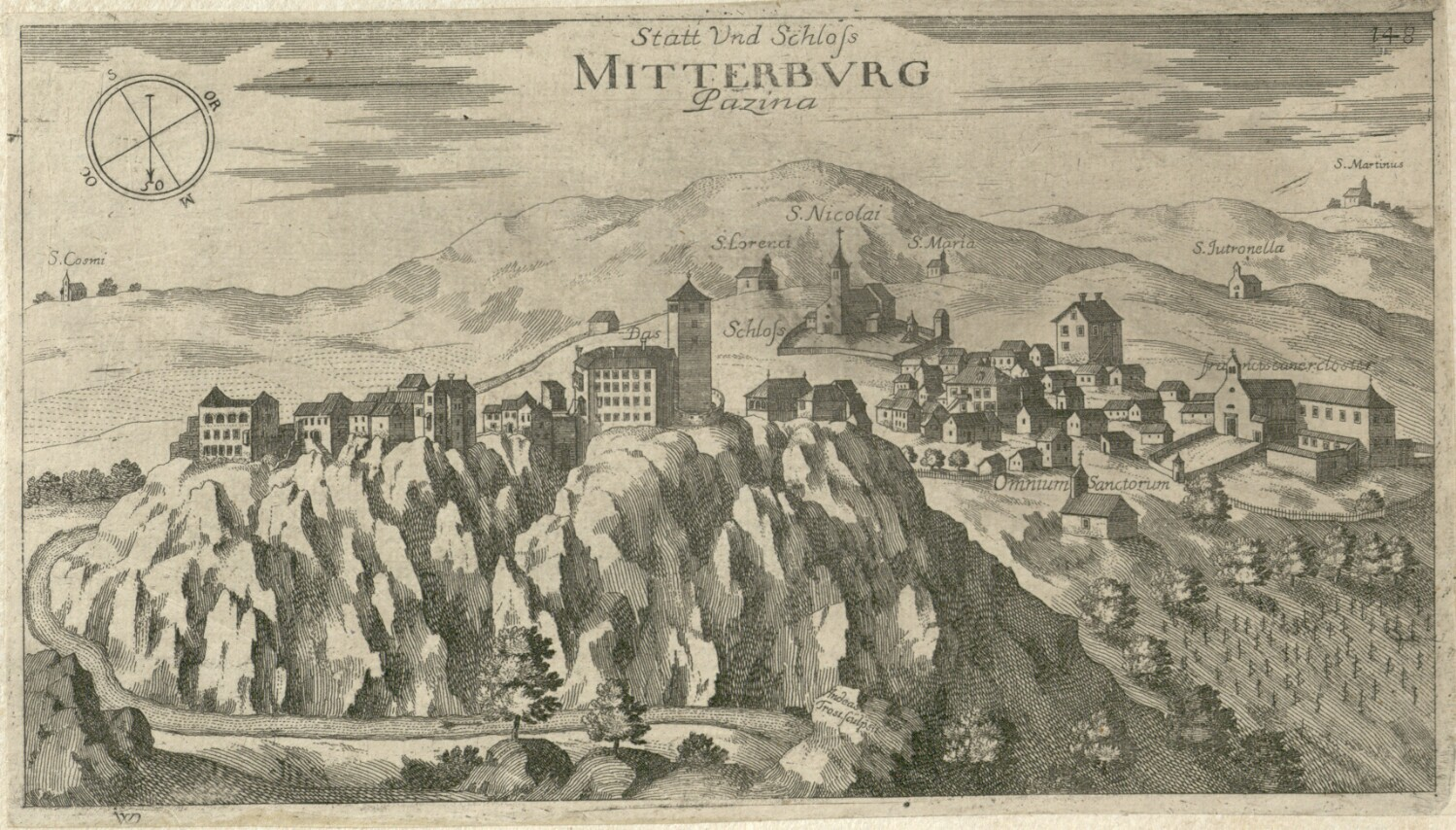
Valvasor metszete 1679-ből

Pazin várát a velenceiek többször is ostromolták. 1508-ban el is foglalták és kifosztották, de a következő év tavaszán a korábban elveszített területekkel együtt az osztrákoknak sikerült visszafoglalni. A velenceiek 1510-ben újra, ezúttal sikertelenül támadták, de a környező településeket kifosztották. A hadseregek gyakori mozgása 1516-ban nagy pestisjárványt okozott. Megnőtt a török betörések veszélye is. 1580-ban a nagy tűzvészben Pazinban 180 lakóház égett le. A 17. század eseményeit újabb pestisjárvány vezette be. 1615-ben kitört a nagy osztrák-velencei háború. Pazin már 1616-ban súlyos károkat szenvedett. 1617 júliusában a velencei hadak parancsnoka Alvise Zorzi újabb támadást intézett Pazin ellen, de a vár falai ellenálltak. Ezt követően a velenceiek a pićani püspökség falvait dúlták fel. A harcok egészen 1619-ig tartottak és még két évig tartott mire a felek Madridban békét kötöttek. Ezt követően a Velencei Köztársaság ereje egyre gyengült, majd 1797-ben a köztársaság a napóleoni háborúkban meg is szűnt. A várat 1766-ban a Montecuccoli család vásárolta meg és egészen a második világháború végéig birtokukban maradt. A háború után az épületet államosították. 1987 óta folyamatosan végeznek itt helyreállítási és konzerválási munkákat. Ezek során a vár minden részét felújították már, kivéve a barlang feletti részt. A munkákat a Kulturális Minisztérium Örökségvédelmi Osztálya felügyeli.

## A vár mai állapota
A várkastély egy szabálytalan ötszög alaprajzú, belső udvaros, több építési fázisban kialakított épületegyüttes. Isztria egyik legépebben maradt, több mint egy évezrede megszakítás nélkül használt várkastélya. A földszinten egy étterem található, amely jelenleg nem működik. Tulajdonképpen a kastély teljes területe használatban van, kivéve a tetőtér részét. A pincében és a tetőtér egy részében a múzeumi raktárak találhatók. A rotunda emeletén van egy ünnepségek céljára szolgáló terem, ahol ünnepi rendezvényeket, esküvőket tartanak. Az egész második emeletet a Néprajzi Múzeum foglalja el állandó kiállítással és alkalmi kiállításokkal. Az első emeleten (az egykori börtön helyén) helyezték el a Városi Múzeumot, a másik részén a levéltári anyag egy része van elhelyezve, bár tartalmának súlya miatt egy ilyen régi épület kissé alkalmatlan erre a célra. A földszinten közös helyiségek vannak. Itt van például az isztriai templomok harangjainak gyűjteménye, ahol az első világháborúban ágyúöntéshez összegyűjtött harangok megmaradt darabjait őrzik. A múzeumi recepcióján ajándéktárgyakat árusítanak. Nyáron az udvart zenei vagy színpadi előadásokhoz használják.

## Galéria
- Címerek a bejáraton
- A belső udvar
- A néprajzi kiállítás
- A konyha
- A torony belseje